# Heinrich Stengel (Numismatiker)
Heinrich Stengel (* 21. Oktober 1884 in Bleicherode; † 24. Juni 1970 in Bad Kreuznach) war ein deutscher Lehrer und Numismatiker. Er war der letzte Rektor des Gymnasiums Stralsund.

## Leben
Heinrich Stengel war der Sohn des Kaufmanns Robert Louis Stengel und seiner Ehefrau, Hedwig Isabella, geborene Braun. Er begann nach dem Abitur 1903 am Gymnasium in Greiz das Studium der Philologie an den Universitäten von Jena, Berlin und Marburg. An der Universität Marburg wurde er 1909 mit seiner Dissertation De Iulii Valerii usu pronominum zum Dr. phil. promoviert. Das Referendariat für das Lehramt an höheren Schulen leistete er in Wittenberg und am Gymnasium in Schleusingen ab. Unterbrochen durch den Kriegsdienst 1914 bis 1918 war er von 1911 bis 1924 als Lehrer an der Landesschule Pforta tätig. Ab 1924 war Stengel Studienrat am Gymnasium Greifswald und wurde 1926 an das Gymnasium Stralsund versetzt, wo er als Studiendirektor im gleichen Jahr als Rektor eingeführt wurde. Stengel wird als national-konservativ und vom Humanismus geprägt beschrieben. 1939 erfolgte seine Beförderung zum Oberstudiendirektor, obwohl er auch nach 1933 nicht der NSDAP beitrat. Heinrich Stengel war bis 1945 der letzte Rektor des dann nach fast 400-jährigem Bestehen aufgehobenen Stralsunder Gymnasiums. Ab 1946 war Heinrich Stengel wieder im Stralsunder Schuldienst tätig und wirkte hier noch bis 1959 als Fachlehrer für Latein an der Oberschule, dem heutigen Hansa-Gymnasium Hansestadt Stralsund. 1960 kehrte er der DDR den Rücken und verlebte seinen Lebensabend in Bad Kreuznach.
Heinrich Stengel war ein ausgewiesener Numismatiker für antike und mittelalterliche Münzen. Er ordnete und katalogisierte die Münzsammlung des Kulturhistorischen Museums Stralsund, die als eine von zwei großen Teilsammlungen auch die 1717 von dem in Stralsund geborenen schwedischen Kanzleirat Christian von Staude, dem Sohn des Rektors Johann Hieronymus Staude, ererbte ehemalige Münzsammlung des alten Stralsunder Gymnasiums umfasst.